# Horst Krüger (Schriftsteller)
Horst Krüger (* 17. September 1919 in Magdeburg; † 21. Oktober 1999 in Frankfurt am Main) war ein deutscher Kulturjournalist und Schriftsteller. Seine Erinnerungen Das zerbrochene Haus. Eine Jugend in Deutschland gilt als exemplarische, kritische Darstellung einer Jugend in Deutschland zur Zeit des Dritten Reichs und fand dementsprechend internationalen Anklang. Seine Reiseerzählungen aus vielen Teilen der Welt fanden ein großes Publikum.

## Leben

### Kindheit und Jugend
Horst Krüger war der Sohn von Fritz und Margarethe Krüger, seine Zwillingsschwester Ruth starb drei Monate nach der Geburt. Der Vater, deutsch-national orientierter Beamter im gehobenen Dienst, arbeitete als Amtsrat im Preußischen Kultusministerium. Seine Kindheit und Jugend verlebte Krüger in Berlin. Er besuchte vier Jahre die Wald-Grundschule in Eichkamp, neun Jahre das Grunewald-Gymnasium, wo er 1939 das Abitur ablegt. Krügers ältere Schwester Ursula beging 1938 mit 21 Jahren Suizid. Seine Eltern starben 1945.

### Studium, politische Haft, Krieg
Krüger studierte Philosophie und Literaturwissenschaften, zunächst an der Friedrich-Wilhelms-Universität zu Berlin bei Nicolai Hartmann, Eduard Spranger und Romano Guardini. Im Dezember 1939 verhaftete ihn die Gestapo – er saß im Untersuchungsgefängnis Moabit. Man warf ihm Vorbereitung zum Hochverrat vor, weil er als Kurier für eine von Ernst Niekisch gegründete Gruppe von Nationalbolschewisten gearbeitet hatte. Im März 1940 auf Bewährung entlassen, . setzte er sein Studium bei Martin Heidegger in Freiburg fort. 1942 zur Wehrmacht eingezogen wurde er zwei Jahre später bei der Schlacht um Monte Cassino schwer verwundet. Nach seiner Genesung lief er Ostern 1945 bei Unna zu den Alliierten über und kam in das amerikanische Kriegsgefangenenlager bei Cherbourg, aus dem man ihn 1946 nach Freiburg entließ.

### Kulturredakteur
Nach 1946 arbeitete er zunächst als Mitarbeiter im Verlag Herder, ab 1947 als literarischer Mitarbeiter für das Feuilleton der neugegründeten Badischen Zeitung in Freiburg. Von 1952 bis 1964 leitete er das Literarische Nachtstudio des Südwestfunks in Baden-Baden. Dort versuchte er vor allem die Literatur der verbannten und emigrierten Schriftsteller wieder bekannt zu machen. Zu seinen im Radio übertragenen Gesprächsrunden kamen unter anderem Theodor W. Adorno, Arnold Gehlen, Ernst Bloch und Alexander Mitscherlich.

### Schriftsteller, Journalist
1964 zog er als freier Schriftsteller nach Frankfurt am Main. Er freundete sich mit dem hessischen Generalstaatsanwalt Fritz Bauer an, beobachtete auf dessen Einladung vier Wochen lang den ersten Frankfurter Auschwitzprozess. Der Prozess wurde zum Auslöser seiner Erinnerungen über seine Jugend in der Zeit des Nationalsozialismus, die 1966 erschienen und sehr häufig wieder aufgelegt wurden, zuletzt 2023. Ab 1969 schrieb er vor allem Reise-Erzählungen, die oft eine sozial-ethnographische Perspektive einnahmen und bei aller Eloquenz auf feuilletonistische Beliebigkeit verzichteten. Krügers Themen waren stets auch die nationalsozialistische Vergangenheit und ihre Folgen, die deutsche Teilung und die Erinnerungen an seine Jugend in Berlin.
Zwischen 1963 und 1987 schrieb er für das Feuilleton der Wochenzeitung Die Zeit. Seine Texte trug er regelmäßig im Rundfunk vor. Dabei fiel er durch den sogenannten Krüger-Sound auf: ein lyrisches Parlando, das Punkte, Kommata und andere Satzzeichen ausließ. Seine Lesungen lösten stets viel Hörerpost an die Rundfunkanstalten aus. Für ARD und ZDF drehte er Dokumentarfilme, darunter mit István Bury die Städteporträts Der Kurfürstendamm – Glanz und Elend eines Boulevards (1982), Frankfurt am Main – Plädoyer für eine verrufene Stadt (1983), San Francisco – Beschreibung einer Faszination (1983) und Einladung nach Budapest (1985).

### Letzte Jahre
In seinen letzten Lebensjahren hinderten ihn Krankheiten am Weiterschreiben. Seinen 80. Geburtstag hatte er bereits schwer erkrankt auf einer Intensivstation verbracht.
Er war Mitglied der Deutschen Akademie für Sprache und Dichtung, des P.E.N.-Zentrums der Bundesrepublik Deutschland und des Autorenrats im Freien Deutschen Autorenverband.

## Privatleben
Von 1948 bis zur Scheidung 1955 war er mit der Psychotherapeutin Hildegard Lange-Undeutsch verheiratet.

## Auszeichnungen und Ehrungen
- 1970: Thomas-Dehler-Preis des Bundesministeriums für innerdeutsche Beziehungen
- 1972: Johann-Heinrich-Merck-Preis
- 1973: Deutscher Kritikerpreis
- 1975: Ernst-Reuter-Preis
- 1980: Goetheplakette der Stadt Frankfurt am Main
- 1982: Goldene Kamera für sein Drehbuch zum Film Der Kurfürstendamm
- 1983: Journalistenpreis der Stadt München
- 1988: Friedrich-Märker-Preis
- 1990: Hessischer Kulturpreis
- 1990: Bundesverdienstkreuz am Bande laut Hessischer Staatsanzeiger 1990.

## Werke
- Was ist heute links? Thesen und Theorien zu einer politischen Position. Herausgegeben und eingeleitet von Horst Krüger. Paul List, München 1963.
- Das zerbrochene Haus. Eine Jugend in Deutschland. Rütten und Loening, München 1966; neu aufgelegt mit einem Nachwort von Martin Mosebach, Schöffling & Co. 2019, ISBN 978-3-89561-014-1.
- Stadtpläne: Erkundungen eines Einzelgängers. Rütten und Loening, München 1967.
- Deutsche Augenblicke: Bilder aus meinem Vaterland. Piper Verlag, München 1969.
- Fremde Vaterländer: Reiseerfahrungen eines Deutschen. Piper, München 1971, ISBN 3-492-01896-3.
- Zeitgelächter: Ein deutsches Panorama. Hoffmann und Campe, Hamburg 1973, ISBN 3-455-04013-6.
- Ostwest-Passagen: Reisebilder aus zwei Welten. Hoffmann und Campe, Hamburg 1975, ISBN 3-455-04012-8.
- Poetische Erdkunde: Reise-Erzählungen. Hoffmann und Campe, Hamburg 1978, ISBN 3-455-04026-8.
- Ludwig, lieber Ludwig: Ein Versuch über Bayerns Märchenkönig. Hoffmann und Campe, Hamburg 1979, ISBN 3-455-04009-8.
- Unterwegs: Gesammelte Reiseprosa. Hoffmann und Campe, Hamburg 1980, ISBN 3-455-04007-1.
- Spötterdämmerung: Lob- und Klagelieder zur Zeit. Hoffmann und Campe, Hamburg 1981, ISBN 3-455-04027-6.
- Der Kurfürstendamm: Glanz u. Elend eines Boulevards. Hoffmann und Campe, Hamburg 1982, ISBN 3-455-04023-3.
- Erste Augenblicke: Reiseprosa. Deutscher Taschenbuch-Verlag, München 1983, ISBN 3-423-10103-2.
- Tiefer deutscher Traum: Reisen in die Vergangenheit. Hoffmann und Campe, Hamburg 1984, ISBN 3-455-04015-2.
- Zeit ohne Wiederkehr: Gesammelte Feuilletons. Hoffmann und Campe, Hamburg 1985, ISBN 3-455-04018-7.
- Die Frühlingsreise: 7 Wetterbriefe aus Europa. Eremitenpresse, Düsseldorf 1988, ISBN 3-87365-239-0.
- Kennst du das Land: Reise-Erzählungen. Hoffmann und Campe, Hamburg 1987, ISBN 3-455-01892-0.
- Ein himmlisches Vergnügen: Eine Reise mit der "Donauprinzessin". Mit Illustrationen von Ingrid M. Schmeck. Reederei Peter Deilmann, Neustadt 1990.
- Wie Gott in Frankreich: Meine Reise mit der "Princesse de Provence". Illustrationen von Ingrid M. Schmeck. Reederei Peter Deilmann, Neustadt 1992.
- Diese Lust am Leben: Zeitbilder. Suhrkamp Verlag, Frankfurt am Main 1993, ISBN 3-518-38763-4.
- Kein schöner Land: Eine Flußreise in die Erinnerung mit der "Prinzessin von Preussen". Illustrationen von Ingrid M. Schmeck. Reederei Peter Deilmann, Neustadt 1996.

## Schriften
- Essay und Publizistik, in: Anstöße. Berichte aus der Arbeit der Evangelischen Akademie Hofgeismar, 3/1960, S. 113–124
- Der Radioessay. Versuch einer Bestimmung, in: Neue Deutsche Hefte, 101/1964, S. 97–110
- Fremdling in der Stadt – Gedenkblatt für Fritz Bauer, in: Die Zeit, Nr. 28, 12. Juli 1968
- Über Reisen schreiben. Eine Bilanz, in: Deutsche Akademie für Sprache und Dichtung, Darmstadt, Jb. 1988, S. 78–89

## Fernsehfilme
- Die Zufallsreise – Porträt der kastilischen Stadt Valladolid, mit Luis Trenker, Südwestfunk, 1958
- Der Mann aus Aix – Porträt von Paul Cézanne, Südwestfunk 1960
- El Escorial – Spaniens dunkler Traum, Saarländischer Rundfunk, 1976
- Reval-Tallin – Bilder aus Estland, ZDF, 1979
- Der Kurfürstendamm – Glanz und Elend eines Boulevards, mit István Bury, ARD, 1981
- Frankfurt am Main – Plädoyer für eine verrufene Stadt, mit István Bury, ARD, 1982
- San Francisco – Beschreibung einer Faszination, mit István Bury, ARD, 1983
- Zur Heimat erkor ich mir die Liebe – Ein Film über die Dichterin Mascha Kaleko, ZDF, 1984
- Bayreuther Szene – Zu Gast bei Richard Wagner, ZDF 1984
- Einladung nach Budapest, mit István Bury, ARD 1985
- Berlin – die schöne Inselstadt, Südwestfunk, 1987[29]

## Hörfunk-Features
- Camping – Bilder aus einer neuen Freizeitgesellschaft, mit Fritz Schröder-Jahn, Südwestfunk/SFB, 1969
- Das perfekte Schattenreich – Erfahrungen bei einer Schweden-Reise, Südwestfunk/SFB/WDR 1970
- Die Normalisierung – Prag, vier Jahre nach dem August 1968, SFB 1972
- An den Küsten Kaliforniens, hr/SFB/WDR 1973, Wiederholung auf SWR2 - Essay am 15. Juli 2019
- Bayreuther Szene – Beobachtungen in der Festspiel-Stadt, Bayreuth und seine großen Tage, BR 1973
- Die Grenze, SFB 1975
- Das freundliche Trotzdem – Bilder einer Ungarnreise, hr/SFB 1975
- Wien – oder die Last der Vergangenheit – Ein deutscher Versuch, Österreich zu verstehen, hr/SFB/WDR 1976
- Fremde Heimat – Touristische Erfahrungen zwischen Brandenburg und Frankfurt/Oder, SFB/DLF/WDR 1976
- Die Frühlingsreise – Sieben Wetterbriefe aus Europa, SFB 1977
- Overlord (Landung der Alliierten), SFB1977
- Ägypten – Eine Reise in 4000 Jahre Vergangenheit, SFB 1977
- Brüder und Schwestern? oder: Wie fremd sind sich die Deutschen? – 25. Jahrestag des Tages der deutschen Einheit, SFB/SDR 1978
- Ostpreußen – Nachworte auf eine verlorene Provinz, Reisebilder, SFB/SWF 1978
- Geh leise, denn Du gehst auf meinen Träumen – Eine Begegnung mit Ludwig II. in seinen Schlössern, SFB/BR 1978
- Ein Gefühl von Zuhause – Plädoyer eines Intellektuellen für die Bundesrepublik Deutschland, SFB/SDR 1979
- Magdeburger Tagebuch – Aufzeichnungen aus der DDR-Provinz, SFB/SWF/WDR 1979
- Passion für einen Fremden – Die Oberammergauer Passionsspiele 1980, BR/SFB/SWF 1980
- America now. Ein Stimmungsbild vor den amerikanischen Präsidentschaftswahlen, SFB/SWF 1980
- Der König. Ein Versuch, Friedrich den Großen sichtbar zu machen – Teil 1: Die Jugend, SFB/SWF 1981
- Der König. Ein Versuch, Friedrich den Großen sichtbar zu machen – Teil 2: Zeit der Reife, SFB/SWF 1981
- Die Mauer – Beobachtungen vor und nach dem 13.08.1961, SFB/BR/DLF 1981
- Goethe in Weimar – Reisebilder aus der DDR, SFB/SWF/DLF/BR 1982
- Das zerbrochene Haus – Eine Jugend im Dritten Reich, 13 Teile, SFB 1983
- Luthers Lebensräume – Eine Reise in die Reformation, SFB/DLF/BR/SWF 1983
- Oh Kalkutta! – Bilder aus Indiens grausamster Stadt, SFB/BR/SWF 1984
- Reiseland DDR, SFB 1985
- Cordelias Geschichte – Eine deutsche Erinnerung, SWF 1985
- Jerusalem – Wiedersehen mit der Heiligen Stadt, SFB/BR 1986
- Rothenburg, SFB 1987
- Über Reisen schreiben, SFB 1989
- Ein himmlisches Vergnügen – Von Passau nach Budapest auf der "Donauprinzessin", BR 1991
- Wie Gott in Frankreich – Meine Tage auf der "Princesse de Provence", DS-Kultur/SFB 1993